# Brigade parachutiste Folgore
La brigade parachutiste Folgore (en italien : Brigata paracadutisti "Folgore") est une unité de parachutistes de l'Armée de terre italienne. Elle est cantonnée à Pise et à Livourne. La brigade dépend en 2013 du commandement de COMFOTER (Commandement des opérations des forces terrestres).
La brigade est née après la guerre sur les cendres des unités 184ª Divisione paracadutisti "Nembo" et 185e division parachutiste Folgore, qui ont combattu pendant la Seconde Guerre mondiale.

## Organisation
- 183e régiment parachutiste Nembo
- 186e régiment parachutiste Folgore
- 187e régiment parachutiste Folgore
- 8e régiment de sapeurs parachutistes Folgore
- 185e régiment d'artillerie parachutiste
- 6e régiment logistique Folgore
- 3e régiment Savoia cavalerie
- Centre de formation parachutisme